# Bernd Hansjürgens

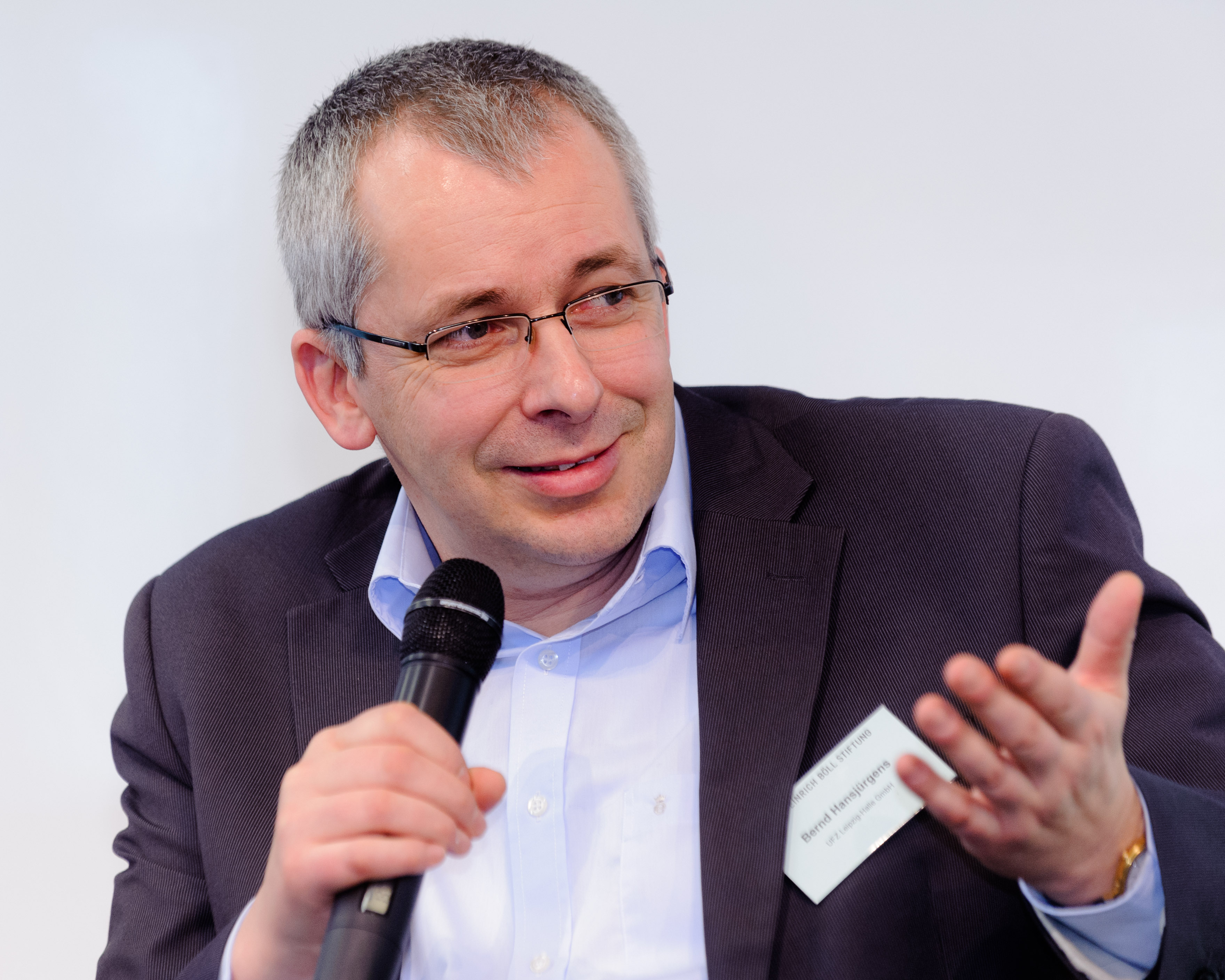
Bernd Hansjürgens, 2013

Bernd Hansjürgens (* 1961 in Olpe) ist ein deutscher Volkswirt. Er ist seit 1999 Professor für Volkswirtschaftslehre, insbesondere Umweltökonomie an der Martin-Luther-Universität Halle-Wittenberg und gleichzeitig Leiter des Departments Ökonomie am Helmholtz-Zentrum für Umweltforschung (UFZ) in Leipzig.

## Leben und Wirken
Hansjürgens studierte von 1981 bis 1986 zunächst Soziologie, dann Volkswirtschaftslehre an der Universität Marburg. 1991 promovierte er zum Thema Umweltabgaben im Steuersystem. Zwischen 1995 und 1997 war er Habilitationsstipendiat der Deutschen Forschungsgemeinschaft und habilitierte 1998 zum Thema Äquivalenzprinzip und Staatsfinanzierung.
1999 erfolgte eine gemeinsame Berufung zum Professor für Umweltökonomie an der Martin-Luther-Universität Halle-Wittenberg und zum Leiter des Departments Ökonomie des Helmholtz-Zentrums für Umweltforschung (UFZ) in Leipzig. Seit 2015 teilt er sich die Department-Leitung mit Erik Gawel. Seit 2017 ist er gleichzeitig Leiter des Themenbereichs Umwelt und Gesellschaft des UFZ. 2004–2013 war er darüber hinaus Sprecher des Forschungsprogramms Terrestrische Umwelt der Helmholtz-Gemeinschaft Deutscher Forschungszentren; 2021–2022 war er Sprecher des Topics Landschaften der Zukunft.
Zu Hansjürgens’ Forschungsschwerpunkten gehören u. a. Umweltökonomie, Neue Institutionenökonomik und Finanzwissenschaft. Er befasste sich intensiv mit der Klimapolitik (insbesondere Emissionshandel) und ist an dem TEEB-Projekt der Vereinten Nationen beteiligt, u. a. als Studienleiter von Naturkapital Deutschland – TEEB DE. Er ist Mitglied zahlreicher Gremien; u. a. ist er Vorsitzender der Kommission Bodenschutz des deutschen Umweltbundesamtes und Mitglied des Senatsausschusses Evaluierung der Leibniz-Gemeinschaft.

## Ausgewählte Publikationen
- Guy Pe'er, Aletta Bonn, Helge Bruelheide, Petra Dieker, Nico Eisenhauer, Peter H. Feindt, Gregor Hagedorn, Bernd Hansjürgens, Irina Herzon, Ângela Lomba, Elisabeth Marquard, Francisco Moreira, Heike Nitsch, Rainer Oppermann, Andrea Perino, Norbert Röder, Christian Schleyer, Stefan Schindler, Christine Wolf, Yves Zinngrebe, Sebastian Lakner: Action needed for the EU Common Agricultural Policy to address sustainability challenges. Volume 2. 2020, S. 305–316.
- Wolfgang Benkert, Jürgen Bunde, Bernd Hansjürgens: Umweltpolitik mit Öko-Steuern? Ökologische und finanzpolitische Bedingungen für neue Umweltabgaben. Metropolis, Marburg 1991.
- Bernd Hansjürgens: Umweltabgaben im Steuersystem: Zu den Möglichkeiten einer Einfügung von Umweltabgaben in das Steuer- und Abgabensystem der Bundesrepublik Deutschland. Nomos, Baden-Baden 1992.
- Bernd Hansjürgens, Gertrude Lübbe-Wolff (Hrsg.): Symbolische Umweltpolitik. Suhrkamp, Berlin 2000.
- Bernd Hansjürgens: Äquivalenzprinzip und Staatsfinanzierung. Duncker & Humblot, Berlin 2001.
- Johannes Schiller, Reinhard Manstetten, Bernd Klauer, Philipp Steuer, Herwig Unnerstall, Heidi Wittmer, Bernd Hansjürgens: Herausforderung Programmforschung. Konzeption, Organisation und Evaluation problemorientierter Umweltforschung. Metropolis, Marburg 2006.
- Bernd Hansjürgens, Nele Lienhoop: Was uns die Natur wert ist: Potenziale ökonomischer Bewertung. Metropolis, Marburg 2015, ISBN 978-3-7316-1144-8.